# Alainites
Alainites je rod palearktických a orientálních jepic z čeledi Baetidae.

## Seznam druhů
Do tohoto rodu patří následující druhy:
- Alainites acutulus (Tong a Dudgeon, 2000)
- Alainites albinatii (Satori a Thomas, 1989)
- Alainites atagonis (Imanishi, 1937)
- Alainites bengunn (Yanai a Gattolliat, 2022)
- Alainites clivosus (Chang a Yang, 1994)
- Alainites florens (Imanishi, 1937)
- Alainites gasithi (Yanai a Gattolliat, 2022)
- Alainites chocoratus (Gose, 1980)
- Alainites kars (Crass, 1947)
- Alainites laetificus (Müller-Liebenau, 1984)
- Alainites lingulatus (Tong a Dudgeon, 2000)
- Alainites muticus (Linnaeus, 1758)
- Alainites navasi (Müller-Liebenau, 1974)
- Alainites oukaimeden (Thomas a Sartori, 1991)
- Alainites pascalae (Gattolliat, 2011)
- Alainites pekingensis (Ulmer, 1936)
- Alainites sacishimensis (Ueno, 1969)
- Alainites sadati (Thomas, 1994)
- Alainites siamensis (Phlai-ngam, Tungpairojwong a Gattolliant, 2022)
- Alainites talasi (Novikova a Kluge, 1994)
- Alainites yehi (Kang a Yang, 1994)
- Alainites yoshinensis (Gose, 1980)